# Wahlkreis Carpi (Camera dei deputati)
Der Wahlkreis Carpi war von 1993 bis 2005 und ist seit 2020 wieder ein Wahlkreis (italienisch collegio elettorale) für die Wahl der Abgeordnetenkammer.

## Von 1993 bis 2005

### Wahlkreisgebiet
Der Wahlkreis umfasste 8 Gemeinden: 5 Gemeinden der Provinz Modena (Campogalliano, Carpi, Cavezzo, Novi di Modena und Soliera) und 3 Gemeinden der Provinz Reggio nell’Emilia (Rubiera, San Martino in Rio und Correggio).

### Wahlergebnisse

#### Parlamentswahl 1994

##### Direktstimmen
| Kandidaten               | Kandidaten           | Parteien                                 | Stimmen | %    |
| ------------------------ | -------------------- | ---------------------------------------- | ------- | ---- |
|                          | Sauro Turronigewählt | Progressisti                             | 60.517  | 60,0 |
|                          | Guido Guaitoli       | Polo delle Libertà (FI – LN – CCD – UdC) | 22.359  | 22,2 |
|                          | Marios Diamantidis   | Patto per l’Italia                       | 12.604  | 12,5 |
|                          | Ferdinando Ferretti  | Alleanza Nazionale                       | 5.432   | 5,4  |
| Gesamt                   | Gesamt               | Gesamt                                   | 100.912 | 100  |
|                          |                      |                                          |         |      |
| Ungültige Stimmen        | Ungültige Stimmen    | Ungültige Stimmen                        | 4.324   | 4,1  |
| Wähler                   | Wähler               | Wähler                                   | 105.236 | 94,5 |
| Wahlberechtigte          | Wahlberechtigte      | Wahlberechtigte                          | 111.399 |      |
|                          |                      |                                          |         |      |
| Quelle: Innenministerium |                      |                                          |         |      |

##### Listenstimmen
| Parteien                             | Parteien                        | Parteien                           | Stimmen | %    |
| ------------------------------------ | ------------------------------- | ---------------------------------- | ------- | ---- |
|                                      | Alleanza dei Progressisti       | Partito Democratico della Sinistra | 50.070  | 48,8 |
| Partito della Rifondazione Comunista | Alleanza dei Progressisti       | 6.155                              | 6,0     |      |
| Federazione dei Verdi                | Alleanza dei Progressisti       | 2.985                              | 2,9     |      |
| Partito Socialista Italiano          | Alleanza dei Progressisti       | 1.191                              | 1,2     |      |
| Alleanza Democratica                 | Alleanza dei Progressisti       | 904                                | 0,9     |      |
| La Rete                              | Alleanza dei Progressisti       | 787                                | 0,8     |      |
| ↳ Gesamt                             | Alleanza dei Progressisti       | 62.092                             | 60,5    |      |
|                                      | Polo delle Libertà              | Forza Italia                       | 13.121  | 12,8 |
| Lega Nord                            | Polo delle Libertà              | 5.116                              | 5,0     |      |
| ↳ Gesamt                             | Polo delle Libertà              | 18.237                             | 17,8    |      |
|                                      | Patto per l’Italia              | Partito Popolare Italiano          | 8.304   | 8,1  |
| Patto Segni                          | Patto per l’Italia              | 5.099                              | 5,0     |      |
| ↳ Gesamt                             | Patto per l’Italia              | 13.403                             | 13,1    |      |
|                                      | Alleanza Nazionale              | Alleanza Nazionale                 | 5.235   | 5,1  |
|                                      | Lista Marco Pannella            | Lista Marco Pannella               | 3.084   | 3,0  |
|                                      | Socialdemocrazia per le Libertà | Socialdemocrazia per le Libertà    | 298     | 0,3  |
|                                      | Partito Democratico             | Partito Democratico                | 202     | 0,2  |
| Gesamt                               | Gesamt                          | Gesamt                             | 102.551 | 100  |
|                                      |                                 |                                    |         |      |
| Ungültige Stimmen                    | Ungültige Stimmen               | Ungültige Stimmen                  | 2.683   | 2,5  |
| Wähler                               | Wähler                          | Wähler                             | 105.234 | 94,5 |
| Wahlberechtigte                      | Wahlberechtigte                 | Wahlberechtigte                    | 111.399 |      |
|                                      |                                 |                                    |         |      |
| Quelle: Innenministerium             |                                 |                                    |         |      |

#### Parlamentswahl 1996

##### Direktstimmen
| Kandidaten               | Kandidaten           | Parteien            | Stimmen | %    |
| ------------------------ | -------------------- | ------------------- | ------- | ---- |
|                          | Sauro Turronigewählt | L’Ulivo             | 68.171  | 68,0 |
|                          | Orazio Vignoli       | Polo per le Libertà | 24.428  | 24,4 |
|                          | Gualtiero Raimondi   | Lega Nord           | 7.611   | 7,6  |
| Gesamt                   | Gesamt               | Gesamt              | 100.210 | 100  |
|                          |                      |                     |         |      |
| Ungültige Stimmen        | Ungültige Stimmen    | Ungültige Stimmen   | 4.182   | 4,0  |
| Wähler                   | Wähler               | Wähler              | 104.392 | 92,8 |
| Wahlberechtigte          | Wahlberechtigte      | Wahlberechtigte     | 112.485 |      |
|                          |                      |                     |         |      |
| Quelle: Innenministerium |                      |                     |         |      |

##### Listenstimmen
| Parteien                                          | Parteien                             | Parteien                             | Stimmen | %    |
| ------------------------------------------------- | ------------------------------------ | ------------------------------------ | ------- | ---- |
|                                                   | L’Ulivo                              | Partito Democratico della Sinistra   | 47.853  | 47,2 |
| Popolari per Prodi (PPI – SVP – PRI – UD – Prodi) | L’Ulivo                              | 7.795                                | 7,7     |      |
| Rinnovamento Italiano                             | L’Ulivo                              | 3.607                                | 3,6     |      |
| Federazione dei Verdi                             | L’Ulivo                              | 2.478                                | 2,4     |      |
| ↳ Gesamt                                          | L’Ulivo                              | 61.733                               | 60,9    |      |
|                                                   | Polo delle Libertà                   | Forza Italia                         | 12.479  | 12,3 |
| Alleanza Nazionale                                | Polo delle Libertà                   | 7.157                                | 7,1     |      |
| CCD – CDU                                         | Polo delle Libertà                   | 4.115                                | 4,1     |      |
| ↳ Gesamt                                          | Polo delle Libertà                   | 23.751                               | 23,4    |      |
|                                                   | Partito della Rifondazione Comunista | Partito della Rifondazione Comunista | 7.098   | 7,0  |
|                                                   | Lega Nord                            | Lega Nord                            | 6.722   | 6,6  |
|                                                   | Lista Pannella – Sgarbi              | Lista Pannella – Sgarbi              | 1.559   | 1,5  |
|                                                   | Fiamma Tricolore                     | Fiamma Tricolore                     | 273     | 0,3  |
|                                                   | Nuova Democrazia                     | Nuova Democrazia                     | 166     | 0,2  |
| Gesamt                                            | Gesamt                               | Gesamt                               | 101.302 | 100  |
|                                                   |                                      |                                      |         |      |
| Ungültige Stimmen                                 | Ungültige Stimmen                    | Ungültige Stimmen                    | 3.090   | 3,0  |
| Wähler                                            | Wähler                               | Wähler                               | 104.392 | 92,8 |
| Wahlberechtigte                                   | Wahlberechtigte                      | Wahlberechtigte                      | 112.485 |      |
|                                                   |                                      |                                      |         |      |
| Quelle: Innenministerium                          |                                      |                                      |         |      |

#### Parlamentswahl 2001

##### Direktstimmen
| Kandidaten               | Kandidaten                   | Parteien           | Stimmen | %    |
| ------------------------ | ---------------------------- | ------------------ | ------- | ---- |
|                          | Pierluigi Castagnettigewählt | L’Ulivo            | 67.106  | 66,6 |
|                          | Luca Ghelfi                  | Casa delle Libertà | 29.719  | 29,5 |
|                          | Stefania Luppi               | Lista Di Pietro    | 3.869   | 3,8  |
| Gesamt                   | Gesamt                       | Gesamt             | 100.694 | 100  |
|                          |                              |                    |         |      |
| Ungültige Stimmen        | Ungültige Stimmen            | Ungültige Stimmen  | 4.080   | 3,9  |
| Wähler                   | Wähler                       | Wähler             | 104.774 | 91,0 |
| Wahlberechtigte          | Wahlberechtigte              | Wahlberechtigte    | 115.146 |      |
|                          |                              |                    |         |      |
| Quelle: Innenministerium |                              |                    |         |      |

##### Listenstimmen
| Parteien                               | Parteien                             | Parteien                             | Stimmen | %    |
| -------------------------------------- | ------------------------------------ | ------------------------------------ | ------- | ---- |
|                                        | L’Ulivo                              | Democratici di Sinistra              | 38.933  | 38,3 |
| La Margherita (Dem – PPI – RI – Udeur) | L’Ulivo                              | 17.430                               | 17,2    |      |
| Il Girasole (FdV – SDI)                | L’Ulivo                              | 2.117                                | 2,1     |      |
| Partito dei Comunisti Italiani         | L’Ulivo                              | 1.208                                | 1,2     |      |
| ↳ Gesamt                               | L’Ulivo                              | 59.688                               | 58,8    |      |
|                                        | Casa delle Libertà                   | Forza Italia                         | 19.496  | 19,2 |
| Alleanza Nazionale                     | Casa delle Libertà                   | 6.434                                | 6,3     |      |
| CCD – CDU                              | Casa delle Libertà                   | 2.374                                | 2,3     |      |
| Lega Nord                              | Casa delle Libertà                   | 2.193                                | 2,2     |      |
| Nuovo PSI                              | Casa delle Libertà                   | 960                                  | 0,9     |      |
| ↳ Gesamt                               | Casa delle Libertà                   | 31.457                               | 31,0    |      |
|                                        | Partito della Rifondazione Comunista | Partito della Rifondazione Comunista | 4.457   | 4,4  |
|                                        | Lista Di Pietro                      | Lista Di Pietro                      | 3.140   | 3,1  |
|                                        | Lista Emma Bonino                    | Lista Emma Bonino                    | 1.872   | 1,8  |
|                                        | Democrazia Europea                   | Democrazia Europea                   | 816     | 0,8  |
|                                        | Abolizione Scorporo                  | Abolizione Scorporo                  | 73      | 0,1  |
|                                        | Paese Nuovo                          | Paese Nuovo                          | 57      | 0,1  |
| Gesamt                                 | Gesamt                               | Gesamt                               | 101.560 | 100  |
|                                        |                                      |                                      |         |      |
| Ungültige Stimmen                      | Ungültige Stimmen                    | Ungültige Stimmen                    | 3.285   | 3,1  |
| Wähler                                 | Wähler                               | Wähler                               | 104.845 | 91,1 |
| Wahlberechtigte                        | Wahlberechtigte                      | Wahlberechtigte                      | 115.146 |      |
|                                        |                                      |                                      |         |      |
| Quelle: Innenministerium               |                                      |                                      |         |      |

## Seit 2020

### Wahlkreisgebiet
| Wahlkreise – Camera dei deputati – Emilia-Romagna | Wahlkreise – Camera dei deputati – Emilia-Romagna | Wahlkreise – Camera dei deputati – Emilia-Romagna                          |
| Provinz                                           | Provinz                                           | Gemeinden nach Provinzen ⮞ Wahlkreis                                       |
| ------------------------------------------------- | ------------------------------------------------- | -------------------------------------------------------------------------- |
|                                                   | Metropolitanstadt Bologna (55 Gemeinden)          | 1 ⮞ Wahlkreis Bologna 32 ⮞ Wahlkreis Imola 22 ⮞ Wahlkreis Carpi            |
|                                                   | Provinz Ferrara (21 Gemeinden)                    | alle ⮞ Wahlkreis Ferrara                                                   |
|                                                   | Provinz Forlì-Cesena (30 Gemeinden)               | alle ⮞ Wahlkreis Forlì                                                     |
|                                                   | Provinz Modena (47 Gemeinden)                     | 28 ⮞ Wahlkreis Modena 12 ⮞ Wahlkreis Carpi 7 ⮞ Wahlkreis Imola             |
|                                                   | Provinz Parma (44 Gemeinden)                      | 36 ⮞ Wahlkreis Parma 8 ⮞ Wahlkreis Piacenza                                |
|                                                   | Provinz Piacenza (46 Gemeinden)                   | alle ⮞ Wahlkreis Piacenza                                                  |
|                                                   | Provinz Ravenna (18 Gemeinden)                    | alle ⮞ Wahlkreis Ravenna                                                   |
|                                                   | Provinz Reggio Emilia (42 Gemeinden)              | 37 ⮞ Wahlkreis Reggio nell’Emilia 3 ⮞ Wahlkreis Modena 2 ⮞ Wahlkreis Parma |
|                                                   | Provinz Rimini (27 Gemeinden)                     | alle ⮞ Wahlkreis Rimini                                                    |

Der Wahlkreis umfasst 34 Gemeinden:
- 12 Gemeinden der Provinz Modena (Camposanto, Carpi, Cavezzo, Concordia sulla Secchia, Finale Emilia, Medolla, Mirandola, Novi di Modena, San Felice sul Panaro, San Possidonio, San Prospero und Soliera);
- 22 Gemeinden der Metropolitanstadt Bologna (Anzola dell’Emilia, Argelato, Baricella, Bentivoglio, Budrio, Calderara di Reno, Castel Maggiore, Castello d’Argile, Castenaso, Crevalcore, Galliera, Granarolo dell’Emilia, Malalbergo, Medicina, Minerbio, Molinella, Pieve di Cento, Sala Bolognese, San Giorgio di Piano, San Giovanni in Persiceto, San Pietro in Casale und Sant’Agata Bolognese).

### Wahlergebnisse

#### Parlamentswahl 2022
| Kandidaten                          | Kandidaten              | Stimmen | %    | Listen                                                  | Stimmen | %    |
| ----------------------------------- | ----------------------- | ------- | ---- | ------------------------------------------------------- | ------- | ---- |
|                                     | Andrea De Mariagewählt  | 89.759  | 37,8 | Partito Democratico – Italia Democratica e Progressista | 72.861  | 30,7 |
| Alleanza Verdi e Sinistra           | Andrea De Mariagewählt  | 89.759  | 37,8 | 9.175                                                   | 3,9     |      |
| +Europa                             | Andrea De Mariagewählt  | 89.759  | 37,8 | 6.837                                                   | 2,9     |      |
| Impegno Civico – Centro Democratico | Andrea De Mariagewählt  | 89.759  | 37,8 | 886                                                     | 0,4     |      |
|                                     | Giuseppe Galati         | 87.791  | 37,0 | Fratelli d’Italia                                       | 56.954  | 24,0 |
| Lega per Salvini Premier            | Giuseppe Galati         | 87.791  | 37,0 | 17.380                                                  | 7,3     |      |
| Forza Italia                        | Giuseppe Galati         | 87.791  | 37,0 | 12.296                                                  | 5,2     |      |
| Noi Moderati                        | Giuseppe Galati         | 87.791  | 37,0 | 1.161                                                   | 0,5     |      |
|                                     | Mattia Veronesi         | 25.012  | 10,5 | Movimento 5 Stelle                                      | 25.012  | 10,5 |
|                                     | Giampiero Veronesi      | 19.088  | 8,0  | Azione – Italia Viva                                    | 19.088  | 8,0  |
|                                     | Stefano Chiesi Mazzanti | 4.613   | 1,9  | Italexit per l’Italia                                   | 4.613   | 1,9  |
|                                     | Marco Domenico Rogato   | 3.418   | 1,4  | Italia Sovrana e Popolare                               | 3.418   | 1,4  |
|                                     | Elena Govoni            | 3.273   | 1,4  | Unione Popolare                                         | 3.273   | 1,4  |
|                                     | Elisa Bussetti          | 2.521   | 1,1  | Vita                                                    | 2.521   | 1,1  |
|                                     | Antonino D’Eugenio      | 1.663   | 0,7  | Partito Animalista – UCDL – 10 Volte Meglio             | 1.663   | 0,7  |
|                                     | Manuela Zoli            | 214     | 0,1  | Noi di Centro – Europeisti                              | 214     | 0,1  |
| Gesamt                              | Gesamt                  | 237.352 | 100  |                                                         | 237.352 | 100  |
|                                     |                         |         |      |                                                         |         |      |
| Ungültige Stimmen                   | Ungültige Stimmen       | 9.758   | 3,9  |                                                         |         |      |
| Wähler                              | Wähler                  | 247.110 | 74,1 |                                                         |         |      |
| Wahlberechtigte                     | Wahlberechtigte         | 333.545 |      |                                                         |         |      |
|                                     |                         |         |      |                                                         |         |      |
| Quelle: Innenministerium            |                         |         |      |                                                         |         |      |